# David Johan Hilleström
David Johan Hilleström, född 1759, död 18 augusti 1802, var en svensk jurist.
Hilleström studerade vid Uppsala universitet och blev auskultant i Svea hovrätt 1778, extra ordinarie kanslist 1779 och extra ordinarie notarie 1780. Han förestod domsaga på längre och kortare tider och borgmästarämbetet i Söderhamns stad 1783–92. Han blev vice notarie i Svea hovrätt 1787, notarie 1793; ombudsman i Änke- och Pupillkassan samma år, tillförordnad protonotarie 1797, konstituerad protonotarie 1799, adjungerad ledamot samma år och assessor 1800.